# 佐藤直樹 (法学者)
佐藤 直樹（さとう なおき、1951年1月8日 - ）は、現代評論家、九州工業大学名誉教授。専攻は刑事法学（責任能力）、世間学。日本文藝家協会会員。

## 来歴
- 1951年　宮城県仙台市生まれ。
- 1978年　新潟大学人文学部 法学科卒業
- 1981年　新潟大学大学院法学研究科法学専攻修士課程修了
- 1984年　九州大学大学院法学研究科民刑事法専攻博士後期課程単位取得退学。
- 1984年　九州大学法学部助手（〜1986年）
- 1987年　福岡県社会保育短期大学助教授（〜1992年）
- 1991年　英国エディンバラ大学法学部客員研究員
- 1992年　福岡県立大学人間社会学部助教授（〜1996年）
- 1996年　九州工業大学情報工学部教授（〜2008年）
- 1999年「日本世間学会」創立時に、初代代表幹事として参加。
- 2008年　九州工業大学情報工学研究院人間科学系教授（〜2014年）
- 2010年12月1日から、西日本新聞朝刊でコラム「世間のミカタ？！（〜2011年2月終了）」、北海道新聞では「各自核論」を不定期連載している。
- 2014年　九州工業大学名誉教授

## 著書
- 『共同幻想としての刑法』（白順社 1989年）
- 『刑法―総論 (FOR BEGINNERSシリーズ イラスト版オリジナル) 』長谷川京平イラスト（現代書館 1991年）
- 『大人の責任、子どもの責任―刑事責任の現象学』（青弓社 1993年）
- 『「責任」のゆくえ―システムに刑法は追いつくか』（青弓社 1995年）
- 『増補版・大人の責任、子どもの責任―刑事責任の現象学』（青弓社 1998年）
- 『どんづまりの時代の眠らない思想―エジンバラの不思議な記憶と現象学』 （白順社 2000年）
- 『「世間」の現象学』（青弓社 2001年）
- 『世間の目ーなぜ渡る世間は「鬼ばかり」なのか』（光文社 2004年）
- 『刑法39条はもういらない』（青弓社 2006年）
- 『暴走する「世間」―世間のオキテを解析する』(木星叢書)（バジリコ 2008年）
- 『暴走する「世間」で生きのびるためのお作法』（講談社+α新書 2009年）
- 『なぜ日本人はとりあえず謝るのかー「ゆるし」と「はずし」の世間論』（PHP新書 2011年）
- 『なぜ日本人は世間と寝たがるのかー空気を読む家族』（春秋社　2013年）
- 『犯罪の世間学ーなぜ日本では略奪も暴動もおきないのか』（青弓社　2015年）
- 『目くじら社会の人間関係』（講談社＋α新書、2017年）
- 『同調圧力 日本社会はなぜ息苦しいのか』（講談社現代新書、2020年）※鴻上尚史との対談

## 編著
- 『ぼくたちの犯罪論―クロストーク刑法学解体新書』（白順社 1993年）（編著）

## 翻訳
- H・ダーデル／E・シルス編（藤崎千代子ほか訳）『大学紛争の社会学』（現代書館 1990年）（共訳）
- D・ガーランド／P・ヤング（小野坂弘ほか訳）『処罰する権力』（西村書店 1986年）（共訳）

## 出演
- 視点・論点（NHK教育テレビ）2004年7月16日
- 週刊フジテレビ批評（フジテレビ）2004年10月30日
- 週刊エンター（文化放送）2011年5月30日
- ジョージ・ポットマンの平成史（テレビ東京）2012年3月17日
- クローズアップ現代（NHKテレビ）2013年10月8日
- 月刊うわトーク（MBSラジオ）2015年1月16日
- 所さんのニッポンの出番（TBSテレビ）2015年2月17日
- アサデス。（ＫＢＣ九州朝日放送）2016年2月16日
- ビーバップ！ハイヒール（朝日放送）2016年8月18日
- ＴＩＭＥＬＩＮＥ（東京ＦＭ）2017年12月4日
- 斉藤一美ニュースワイドＳＡＫＩＤＯＲＩ！（文化放送）2018年9月27日
- 新説！所ＪＡＰＡＮ（関西テレビ）2018年12月10日
- くにまるＪＡＰＡＮ（文化放送）2019年4月4日
- 斉藤一美ニュースワイドＳＡＫＩＤＯＲＩ！（文化放送）2019年5月14日